# ألعاب الظل
لعبة الظل باللغة اليابانية (闇 の ゲ ゲ ー ム تنطق بالعربية يامي نو جايمو وتترجم إلي العربية ألعاب الظلام) هي قوانين من ألعاب مبارزة الوحوش تظهر في أنمي يوغي يو ! هذه الألعاب بشكل عام تجري بين شخصين أو أكثر تتضمن لعبة أو مبارزة والخاسر ينال عقوبة كخسارة روحه وضياعها في عالم الظلام وفي ألعاب الظلام التي تتضمن مبارزة وحوش يعاني اللاعبون من أضرار حقيقية بسبب تأثيرات أي بطاقة يتم لعبها أثناء المبارزة. . تم الأشارة إلي ألعاب الظل في الغالب في الأصل في مانغا يوغي يو! والسلسلة الأولي والثانية من يوغي يو! وبالأضافة إلي الفيلم الأول (هرم النور) وسلسلة يوغي يو ! جي أكس وظهرت بعض المبارزات في أنمي يوغي يو زاكسيل ويوغي يو ! التنانين الخمس بقوانين ألعاب الظلام ولكن ليس بالقدر التي ظهرت به في الأنمي الأصلي.

## تاريخ ألعاب الظلام
في زمن بعيد عندما كانت الأهرم فتية... ومصر في عهد الفراعنة تعلم المصريين السحر ونتيجة هذا ظهرت ألعاب الظلام باستخدام وسائل متنوعة من الشعوذة، يرسلون أنفسهم في بُعد بديل حيث لا تنقطع مبارزتهم، حيث يكون الغش ممنوعًا تمامًا ويعاقب عليه بالإعدام. في ألعاب الظل، يتم اختبار مهارات السحرة وقدراتهم علي القتال من خلال معرفة مدى قوة الوحوش التي يمكن أن يستدعوها، ومدى قوة تعويذهم في رفع قوة الوحوش.
أفضل من يمكنه تسخير قوة الوحوش هو من يملك القطع الألفيّة. وهذه القطع تم إنشاؤها بغرض الدفاع عن مصر، وتم وضعها في حوزة الفرعون وكهنته الستة. ومع ذلك، رغب يامي باكورا (زورك المتنكر في هيئة باكورا ملك اللصوص) بالأستحواذ علي قطع الألفيّة لنفسه... سواء في الماضي أي قبل 3000 عام (5000 عام في النسخة العربية) من بدء أحداث الأنمي أو في العالم المعاصر كي يعيد إحياء نفسه في عالم الذاكرة ونقل نفسه للعالم الحديث كي يدمره
في العالم الحديث، يمكن لمالك عنصر الألفية تحدي شخص آخر في لعبة الظلام.
على سبيل المثال عندما واجه يوغي بيغاسوس في أول حلقة وخسر بسبب الوقت قام بيغاسوس بخطف روح جده سوغيرو (سولومون في النسخة العربية)
و عندما واجه بيغاسوس كايبا وهزمه بنفاد اوراق كايبا قام بخطف روحه وعندما واجه مالك ماي في مبارزة الظلام وقام بهزمها أخذ روحها
و عندما هزم يوغي صائدوا النوادر وكل مساعدي مالك كان مالك يقوم بأرسالهم إلي عالم الظلام وهكذا باكورا
و ركز الجزء الثاني من الموسم الأول في يوغي يو جي أكس علي التحدي بين مبارزين أكاديمية المبارزة وبين الشادورايدرز (قائدوا الظلال) بهدف حماية المفاتيح السبع التي تحي الوحوش المقدسة (هأمون سيد البرق، يوريا سيد الشعلة الحارقة، رايفل سيد الأطياف)
و ركز الأرك الثاني من أنمي يوغي يو فايف ديز علي مواجهة بين الأصلاء واصلاء الظلام الذين يريدون الأنتقام مما حدث لهم في حياتهم الماضية
و في انمي يوغي يو زاكسيل واجه يوما وأصدقائه الباريانز في عدة مباريات كانت بقوانين تشبه إلي حد ما قوانين ألعاب الظلام
و ظهرت بعض الأشارات في أنمي يوغي يو آرك فايف في مبارزات يوتو وشاي بالذات كان يصبح الضرر حقيقي وبشكل أكبر عندما يستدعي يويا تنين الأكسيز الثائر الداكن وعندما يتم ختم الخاسر في ورقة عندما يبارز أي عضو من اكاديمية المبارزة أي خصم
و يوغي يو فراينس ألي مبارزات تشبه إلي حد ما قوانين ألعاب الظلام مثل مبارزات فرسان هانوي ضد أي أحد حيث يتم محو الخاسر ومبارزات لايتنيج وبومان المختلفة بعد الحلقة الستون من الأنمي كان يتم محو الخاسر فيها حيث تم محو (بلود شيفارد، آرث، أكوا وبلو ميدين، سول بيرنر وفليم، جو أونيزكا.... ألخ) 

## ألعاب الظل في أنمي يوغي يو باللغة العربية
كما نعلم تم تحريف وقطع الكثير من المشاهد الخاصة بأنمي يوغي يو وتم تغيير مصطلح (لعبة الظلام) إلي (لعبة الظل) وقانون الخسارة في لعبة الظلام من الموت في الظلام... إلي التيه في الظلال.